# 神奈川県立上矢部高等学校
神奈川県立上矢部高等学校（かながわけんりつ かみやべこうとうがっこう）は、神奈川県横浜市戸塚区に所在する公立の高等学校。

## 概要
1983年に全日制・普通科高校として創立。

1995年に設置された美術陶芸コースを改編・発展させ、2017年に美術科を設置した。
2020年から普通科において「インクルーシブ教育実践推進校」に指定されており、知的障がいのある生徒が、高校で共に学ぶための取組を行っている。

## 設置学科
- 普通科（2016年度入学生まで一般コースと美術陶芸コースを設置）
- 美術科（2017年度入学生から）

## 沿革
- 1983年（昭和58年）4月 - 開校
- 1992年（平成4年） - 創立10周年記念式典挙行
- 1995年（平成7年）4月 - 美術陶芸コース1期生入学
- 2003年（平成15年） - 創立20周年記念式典挙行
- 2013年（平成25年） - 創立30周年記念式典挙行
- 2017年（平成29年）4月 - 美術科1期生入学

## 特色ある取り組み
- 美術科(旧・美術陶芸コース)
  - 基礎デザインの授業においてトイレアートを制作している。
  - 体育祭でデコレーション制作を行っている。
  - 戸塚区民文化センターにおいて卒業制作展を行っている。

## 学校行事
- 体育祭（6月）

学年混合の3色に分かれて、種目を競い合う。チーム色をテーマに描いた「デコレーション」や大人数で行う応援ダンスのパフォーマンスは、体育祭の名物となっている。
- 翔矢祭（9月）
- 修学旅行（10月）

2年次には修学旅行があり、1年次から現地の歴史や文化について学び、旅行での学習や体験に生かしている。
- その他、新入生歓迎会や遠足、球技大会、百人一首大会、ロードレース大会などがある。

## 部活動
- 2008年女子バスケットボール部が関東大会に進出した。
- 2017年現在、28年連続で文化部が全国高等学校総合文化祭に出場している。

- 運動部
  - バスケットボール部、テニス部、女子バレーボール部、硬式野球部、卓球部、バドミントン部、陸上競技部、サッカー部、ダンス部
- 文化部
  - 演劇部、科学部、合唱部、茶道部、美術部、写真部、陶芸部、吹奏楽部、クッキング部、文芸部、フォークソング部、書道部、アニメ漫画研究部、放送同好会、上矢部インターアクト同好会

## 制服
男女とも紺色のブレザーで、金色の2つボタン。

ズボン・スカートはグレー色のチェック柄で、女子はスカートの他にズボンも選択可能。

紺色のストライブ柄のネクタイ・リボンを着用し、女子はリボンの他にネクタイも選択可能。

セーターは学校指定のものはなく、一色の無地で華美でないものなら自由となっている。
夏季は男女とも白色の半袖ワイシャツの他、白色に限りポロシャツの着用もできる。

## 施設
- 普通教室24・学習室3・リソースルーム3
- 図書室（インターネット閲覧・検索可能）
- 美術室・陶芸室・立体造形室・版画室・デザイン室・彫刻室・素描室・日本画室・多目的美術室・CG室・陶芸展示館
- 視聴覚室・物理室・生物地学室・化学室・被服室・調理室・作法室・音楽室・書道室・社会科教室・パソコン室・保健体育教室
- グラウンド・テニスコート・体育館・武道場

## 交通
- 横浜市営地下鉄ブルーライン「踊場駅」より徒歩20分。
- 横浜市営地下鉄ブルーライン「戸塚駅」より神奈川中央交通戸90・戸91・戸98・戸99で、「上矢部高校」バス停下車、徒歩3分。
- 相鉄いずみ野線「弥生台駅」より神奈川中央交通戸79で、「領家中学校前」バス停下車、徒歩13分。

## 著名な出身者
- 淺井裕介（画家、アーティスト、1999年卒業）
- 山田康太（サッカー選手）
- 西山大雅（サッカー選手）
- 加賀美円（陶芸家　2008年卒業)